# Hulhumalé
Hulhumalé (en Dhivehi: ހުޅުމާލެ) es una isla artificial que posee una superficie de 432 hectáreas (4,32 km²) localizada en el atolón de Kaafu, en las Maldivas. Fue construida con el fin de establecer una nueva porción de tierra con la capacidad de albergar la expansión de la región de Malé en lo que a términos de desarrollo inmobiliario, industrial y comercial se refiere. El asentamiento oficial fue inaugurado por el presidente Gayoom el 12 de mayo de 2004.
El desarrollo y administración de la isla está siendo realizado por una empresa pública llamada Hulhumalé Development Corporation (denominada anteriormente Hulhumalé Development Unit).

## Historia
La construcción de Hulhumalé comenzó el 16 de octubre de 1997 en la laguna de Hulhulé-Farukolhufushi, situada a 1,3 km de la costa noreste de Malé. La primera fase del proyecto, que correspondía al 45% del total fue realizada por el Ministerio de Construcción y Obras Públicas (MCPW por sus siglas en inglés) con un coste de 11 millones de dólares. El resto del proyecto fue ejecutado por una joint venture belga formada por las compañías International Port Engineering and Management y Dredging International con un coste aproximado de unos 21 millones de dólares. Todos los trabajos de construcción y desarrollo de las infraestructuras de la Fase 1 se finalizaron en junio de 2002 con 188 hectáreas.
La segunda fase duplicó el tamaño de la isla y se desarrolló empezando 2015 agregando 244 hectáreas para un total de 432 hectáreas.